# Diego Rubio (piłkarz)
Diego Iván Rubio Köstner (ur. 15 maja 1993 w Santiago) – chilijski piłkarz pochodzenia niemieckiego grający na pozycji napastnika. Zawodnik amerykańskiego klubu Austin FC. W reprezentacji Chile zadebiutował w 2011 roku.
Jest synem Hugo Rubio oraz bratem Eduardo Rubio i Matíasa Rubio, również piłkarzy.